# Мелинкуэ (озеро)
Мелинкуэ (исп. Melincué) — озеро в Аргентине
Озеро расположено на территории департамента Хенераль-Лопес (исп. Departamento General López) — административном подразделении провинции Санта-Фе. Близлежащие города: Пергамино, Перес, Росарио.
Площадь озера 120 км², высота над уровнем моря — 86 метров. Озеро является бессточным. Часть озера Мелинкуэ охраняется как заповедник.
Озеро Мелинкуэ, славится целебными грязями, привлекающими многочисленных отдыхающих.